# Pointe Liberté
La pointe Liberté est une pointe rocheuse d'origine volcanique qui se situe sur la commune de  Macouria en Guyane.